# Glashütten (Bawaria)
Glashütten – miejscowość i gmina w Niemczech, w kraju związkowym Bawaria, w rejencji Górna Frankonia, w regionie Oberfranken-Ost, w powiecie Bayreuth, wchodzi w skład wspólnoty administracyjnej Mistelgau. Leży w Szwajcarii Frankońskiej.
Gmina położona jest 10 km na południowy zachód od Bayreuth, 38 km na wschód od Bambergu i 53 km na północny wschód od Norymbergi.

## Dzielnice
W skład gminy wchodzą dzielnice: Glashütten i Glashüttener Forst.

## Polityka
Wójtem jest Werner Kaniewski (SPD). Rada gminy składa się z 11 członków:
|      | CSU | SPD | AFW | Razem     |
| 2002 | 5   | 4   | 2   | 11 miejsc |

## Oświata
(na 1999)

W gminie znajduje się 50 miejsc przedszkolnych (z 48 dziećmi) oraz szkoła podstawowa.